# جد اسپنس
جد اسپنس (انگلیسی: Djed Spence؛ زادهٔ ۹ اوت ۲۰۰۰) بازیکن فوتبال اهل بریتانیا است که به صورت قرضی برای باشگاه لیدزیونایتد بازی می‌کند.
وی همچنین در تیم ملی فوتبال زیر ۲۱ سال انگلستان بازی کرده‌است.

## دوران باشگاهی

### میدلزبورو
اسپنس، یکی از اعضای آکادمی فولام، در ۱ ژوئیه ۲۰۱۸ با باشگاه فوتبال میدلزبورو قرارداد امضا کرد. او اولین بازی خود را برای میدلزبورو در جام اتحادیه باشگاه‌های انگلستان در ۱۴ اوت ۲۰۱۸ انجام داد و به عنوان بازیکن تعویضی در مقابل باشگاه فوتبال نوتس کانتی در ورزشگاه ریورساید ظاهر شد. اسپنس اولین بازی خود را در لیگ برای میدلزبورو در پیروزی ۱–۰ مقابل باشگاه فوتبال چارلتون اتلتیک در ۷ دسامبر ۲۰۱۹ انجام داد و اولین گل خود در لیگ را در برد ۱–۰ مقابل باشگاه فوتبال هادرزفیلد تاون در ۲۶ دسامبر ۲۰۱۹ به ثمر رساند.

#### ناتینگهام فارست (قرضی)
در ۱ سپتامبر ۲۰۲۱، اعلام شد که اسپنس تا پایان فصل به صورت قرضی به ناتینگهام فارست خواهد پیوست. او اولین گل خود را برای فارست در پیروزی ۳–۰ مقابل باشگاه فوتبال بیرمنگام سیتی در ۲ اکتبر به ثمر رساند.
اسپنس در راه صعود ناتینگهام فارست به لیگ برتر فوتبال انگلیس، نقشی اساسی ایفا کرد و در نهایت برای تیم سال پی‌اف‌ای و تیم سال ای‌اف‌ای برگزیده شد.

### تاتنهام
در ۱۹ ژوئیه ۲۰۲۲، باشگاه فوتبال تاتنهام هاتسپر اعلام کرد که اسپنس را با قراردادی ۵ ساله به مبلغ ۲۰ میلیون پوند جذب کرده‌است.

## دوران ملی
در مارس ۲۰۲۲، اسپنس اولین فراخوان ملی را به تیم زیر ۲۱ ساله‌های انگلیس برای بازی‌های مقدماتی قهرمانی زیر ۲۱ سال اروپا مقابل آندورا و آلبانی به دست آورد. او اولین بازی خود را به عنوان بازیکن تعویضی در جریان پیروزی ۳–۰ خارج از خانه مقابل آلبانی در ۲۹ مارس ۲۰۲۲ انجام داد.

## زندگی شخصی
وی برادر کوچک‌تر بازیگر انگلیسی، کارلا-سیمون اسپنس است. اگر چه جد و خواهرش در انگلستان متولد شده‌اند، پدر آن‌ها اصالتی جامائیکایی و مادرشان اصالتی کنیایی دارد.